# (6831) 1991 UM1
A (6831) 1991 UM1 a Naprendszer kisbolygóövében található aszteroida. Ueda Szeidzsi és Kaneda Hirosi fedezte fel 1991. október 28-án.